# 宝塚歌劇団95期生
宝塚歌劇団95期生（たからづかかげきだん95きせい）は、2007年に宝塚音楽学校に入学、2009年に同校を卒業後、宝塚歌劇団に入団した45名を指す。

## 概要
2007年の音楽学校の受験者数は863人、合格者45人、競争倍率19.18倍となった。近年では今世紀最小倍率となった109期生の17.4倍に次ぐ低倍率となる。
初舞台の演目は、大和悠河・陽月華トップコンビ退団公演となる宙組「薔薇に降る雨／Amour それは…」。
2009年5月20日付で組配属となる。
新人公演主演（ヒロイン）経験者に柚香光、月城かなと、朝美絢、礼真琴、桜木みなと、水美舞斗、瀬央ゆりあ、愛希れいか、星乃あんり、妃海風、実咲凜音、伶美うららがいる。
バウホール公演主演（ヒロイン）経験者に柚香光、月城かなと、朝美絢、礼真琴、桜木みなと、水美舞斗、瀬央ゆりあ、愛希れいか、星乃あんり、妃海風、実咲凜音、伶美うららがいる。
東上公演主演（ヒロイン）経験者に柚香光、月城かなと、朝美絢、礼真琴、桜木みなと、水美舞斗、瀬央ゆりあ、愛希れいか、星乃あんり、妃海風、実咲凜音、伶美うららがいる。
全国ツアー公演主演（ヒロイン）経験者に柚香光、朝美絢、礼真琴、伶美うららがいる。
博多座公演主演経験者に水美舞斗がいる。
大劇場公演ヒロイン経験者に伶美うららがいる。
エトワール経験者に月城かなと、桜木みなと、愛希れいか、晴音アキ、愛すみれ、妃海風、実咲凜音、彩花まりがいる。
4名以上のトップスターを輩出するのは73期以来のこととなり、また宙組発足以降全組でトップスターが就任するのは初となる。

## 主な生徒

### OG
- 柚香光：元花組トップスター
- 月城かなと：元月組トップスター
- 礼真琴：元星組トップスター
- 愛希れいか：元月組トップ娘役
- 妃海風：元星組トップ娘役
- 実咲凜音：元宙組トップ娘役
- 星乃あんり：元雪組娘役
- 伶美うらら：元宙組娘役

### 現役
- 朝美絢：雪組トップスター
- 桜木みなと：宙組トップスター
- 瀬央ゆりあ：雪組男役
- 水美舞斗：宙組男役

## 一覧
| 芸名       | 読み仮名        | 誕生日   | 出身地           | 出身校                   | 身長    | 愛称                     | 役柄      | 配属           | 退団年 | 備考                             |
| ---------- | --------------- | -------- | ---------------- | ------------------------ | ------- | ------------------------ | --------- | -------------- | ------ | -------------------------------- |
| 礼真琴     | れい まこと     | 12月2日  | 東京都江戸川区   | 東海大学附属浦安高校     | 170cm   | COTO                     | 男役      | 星組           | 2025年 |                                  |
| ひろ香祐   | ひろか ゆう     | 9月24日  | 愛知県名古屋市   | 愛知工業大学附属中学     | 172cm   | こりん                   | 男役      | 星組           |        | 父は大豊泰昭                     |
| 水美舞斗   | みなみ まいと   | 6月28日  | 大阪府寝屋川市   | 大阪国際大和田中学       | 169cm   | みなみ、マイティー       | 男役      | 花組→専科→宙組 |        |                                  |
| 実咲凜音   | みさき りおん   | 7月5日   | 兵庫県神戸市     | 県立須磨友が丘高校       | 163cm   | りおん、くみ             | 娘役      | 花組→宙組      | 2017年 |                                  |
| 妃海風     | ひなみ ふう     | 4月12日  | 大阪府吹田市     | 北千里高校               | 164cm   | ゆうか                   | 娘役      | 星組           | 2016年 |                                  |
| 晴音アキ   | はるね あき     | 10月19日 | 東京都世田谷区   | 東洋英和女学院高等部     | 162cm   | はるの、ぱる             | 娘役      | 月組           | 2022年 |                                  |
| 愛すみれ   | あい すみれ     | 3月17日  | 大阪府豊能郡     | 梅花中学                 | 165cm   | あり、あいみ             | 娘役      | 雪組→宙組      |        |                                  |
| 彩花まり   | あやか まり     | 1月26日  | 東京都板橋区     | 聖心女子学院高等科       | 164cm   | しおり、しーちゃん       | 娘役      | 宙組           | 2017年 |                                  |
| 花瑛ちほ   | はなえ ちほ     | 11月17日 | 千葉県千葉市     | 私立日出学園高校         | 160cm   | ひーちゃん、ちほ         | 娘役      | 雪組           | 2015年 |                                  |
| 涼華まや   | すずか まや     | 8月18日  | 兵庫県神戸市     | クレスキル・ハイスクール | 161cm   | Maya、すず               | 娘役      | 宙組           | 2017年 |                                  |
| 桜路薫     | おうじ かおる   | 3月20日  | 兵庫県西宮市     | 市立西宮高校             | 169cm   | なお、なおぽん、OUJI     | 男役      | 雪組           |        |                                  |
| 桜木みなと | さくらぎ みなと | 12月27日 | 神奈川県横浜市   | 神奈川総合高校           | 170cm   | ずん                     | 男役      | 宙組           |        |                                  |
| 楓ゆき     | かえで ゆき     | 2月21日  | 茨城県日立市     | 日立第二高校             | 160cm   | たん、たんこ             | 娘役      | 月組           | 2021年 |                                  |
| 愛希れいか | まなき れいか   | 8月21日  | 福井県坂井市     | 坂井中学                 | 167cm   | あさぴ、ちゃぴ           | 男役→娘役 | 月組           | 2018年 |                                  |
| 紫りら     | むらさき りら   | 11月6日  | 青森県三沢市     | 三沢市立第一中学         | 158cm   | ピヨピヨ、りら           | 娘役      | 星組           | 2025年 |                                  |
| 実羚淳     | みれい じゅん   | 9月16日  | 兵庫県宝塚市     | 兵庫県立宝塚北高校       | 173cm   | ゆいちぃ                 | 男役      | 宙組           | 2020年 |                                  |
| 月城かなと | つきしろ かなと | 12月31日 | 神奈川県横浜市   | 田園調布学園高等部       | 172cm   | れいこ                   | 男役      | 雪組→月組      | 2024年 |                                  |
| 真鳳つぐみ | まほう つぐみ   | 1月7日   | 東京都中野区     | 関東国際高校             | 162cm   | しょみ                   | 娘役      | 花組           | 2022年 |                                  |
| 真みや涼子 | まみや りょうこ | 8月22日  | 神奈川県横浜市   | 横浜山手女子高校         | 165cm   | かじ                     | 娘役      | 宙組           | 2016年 |                                  |
| 柚香光     | ゆずか れい     | 3月5日   | 東京都杉並区     | 杉並区立和泉中学         | 169cm   | れい、れーやん、レイコン | 男役      | 花組           | 2024年 |                                  |
| 輝月ゆうま | きづき ゆうま   | 9月6日   | 兵庫県神戸市     | 甲南女子高校             | 177cm   | まゆぽん、ゆうま         | 男役      | 月組→専科      |        |                                  |
| 七生眞希   | ななお まき     | 11月15日 | 東京都稲城市     | 日本女子大学附属高校     | 169cm   | まりな                   | 男役      | 宙組           | 2021年 |                                  |
| 星乃あんり | ほしの あんり   | 9月8日   | 福岡県福岡市     | 中村学園女子高校         | 160cm   | ひろこ、ぴのこ           | 娘役      | 雪組           | 2017年 | 妹は春妃うらら                   |
| 朝美絢     | あさみ じゅん   | 11月6日  | 神奈川県鎌倉市   | 清泉女学院               | 169cm   | あさみ、あーさ           | 男役      | 月組→雪組      |        |                                  |
| 愛羽ふぶき | あいは ふぶき   | 10月28日 | 埼玉県比企郡     | 東京農業大学第三高校     | 168cm   | トミオ                   | 男役      | 花組           | 2012年 | 母は真笛ひびき                   |
| 凰津りさ   | おうつ りさ     | 4月16日  | 富山県富山市     | 県立呉羽高校             | 172cm   | LISA                     | 男役      | 星組           | 2014年 |                                  |
| こと華千乃 | ことか ちの     | 7月7日   | 大阪府豊中市     | 聖母被昇天学院高校       | 159cm   | ちの、ちーの             | 娘役      | 花組           | 2013年 |                                  |
| 天月翼     | あまつき つばさ | 12月7日  | 埼玉県さいたま市 | 東京家政大学附属女子高校 | 169cm   | あまつき、かほり         | 男役      | 雪組           |        |                                  |
| 伶美うらら | れいみ うらら   | 5月30日  | 大阪府大阪市     | 清水谷高校               | 164.5cm | ゆーり                   | 娘役      | 宙組           | 2017年 |                                  |
| 早桃さつき | さもも さつき   | 5月17日  | 東京都江東区     | 富士見丘高校             | 159cm   | さもも、さち             | 娘役      | 月組           | 2018年 |                                  |
| 美里夢乃   | みさと ゆめの   | 3月10日  | 鹿児島県鹿児島市 | 鹿児島県立武岡台高校     | 162cm   | みっこ、ミッキー         | 娘役      | 月組           | 2017年 |                                  |
| 白峰ゆり   | しらみね ゆり   | 1月1日   | 滋賀県大津市     | 東大津高校               | 163cm   | うき                     | 娘役      | 雪組           | 2023年 |                                  |
| 朝央れん   | あさお れん     | 2月11日  | 東京都稲城市     | 田園調布学園高等部       | 177cm   | ゆうこ、れん             | 男役      | 宙組           | 2018年 |                                  |
| 妃桜ほのり | ひざくら ほのり | 1月25日  | 東京都北区       | 私立星美学園中学         | 164cm   | ほのり                   | 娘役      | 雪組           | 2016年 |                                  |
| 和城るな   | かずしろ るな   | 8月16日  | 大阪府守口市     | 大阪市立扇町総合高校     | 168cm   | プチ、LUNA               | 男役      | 雪組           | 2016年 |                                  |
| 逢月あかり | おうづき あかり | 12月14日 | 東京都世田谷区   | 吉祥女子高校             | 160cm   | あかり                   | 娘役      | 星組           | 2015年 |                                  |
| 美蘭レンナ | みらん れんな   | 12月23日 | 大阪府大阪市     | 帝塚山学院高校           | 164.5cm | みみたん                 | 娘役      | 花組           | 2014年 | 姉は天輝トニカと煌海ルイセ       |
| 雪華さくら | ゆきはな さくら | 7月25日  | 熊本県熊本市     | 市立必由館高校           | 160cm   | さく、SAKI               | 娘役      | 花組           | 2012年 |                                  |
| 真衣ひなの | まい ひなの     | 3月3日   | 滋賀県草津市     | 市立草津中学             | 162cm   | ひなの                   | 娘役      | 星組           | 2016年 |                                  |
| 瀬央ゆりあ | せお ゆりあ     | 6月15日  | 広島県広島市     | 広島女学院高校           | 172cm   | なおみん                 | 男役      | 星組→専科→雪組 |        |                                  |
| 麗奈ゆう   | れいな ゆう     | 11月29日 | 栃木県足利市     | 佐野日本大学中学         | 172cm   | みっちぇる、MICCHI       | 男役      | 月組           | 2012年 |                                  |
| 優ひかる   | ゆう ひかる     | 7月16日  | 山梨県甲州市     | 山梨英和中学             | 169cm   | ひかる、ジュジュ         | 男役      | 月組           | 2018年 |                                  |
| 留美絢     | るみ じゅん     | 11月15日 | 福岡県福岡市     | 福岡県立修猷館高校       | 169cm   | エンディ                 | 男役      | 宙組           | 2015年 |                                  |
| 蓮珠こうき | れんじゅ こうき | 6月14日  | 東京都東村山市   | 都立久留米西高校         | 173cm   | まっとぅー、まっちゅ     | 男役      | 星組           | 2012年 |                                  |
| 萌吹まほろ | もえぶき まほろ | 11月19日 | 千葉県松戸市     | 私立潤徳女子高校         | 170cm   | まほろ、もえだ           | 男役      | ――             | 2009年 | 初舞台を休演、復帰しないまま退団 |